# Stirtonia
Stirtonia es un género extinto de monos del Nuevo Mundo (Platyrrhini) que vivió durante el Mioceno medio y tardío (edad Laventense, aproximadamente entre 13.8 y 11.8 millones de años). Sus fósiles han sido hallados en el área de La Venta, en el departamento del Huila, Colombia, una de las localidades paleontológicas más importantes de Sudamérica por su abundancia y diversidad de vertebrados fósiles.

## Especies
Se reconocen dos especies dentro del género:
- Stirtonia tatacoensis – Especie tipo, descrita por R. A. Stirton en 1951 a partir de una mandíbula encontrada en La Venta[3].
- Stirtonia victoriae – Descrita por Kay et al. en 1987, con base en mandíbulas superiores y restos craneales hallados en 1985 y 1986 en el Miembro Perico de la Formación La Dorada (parte del Grupo Honda).[1]

## Taxonomía y afinidades
El género está clasificado en la tribu Alouattini, dentro de la familia Atelidae, lo que indica que sus parientes más cercanos son los actuales monos aulladores (Alouatta). El parentesco se establece principalmente por rasgos dentales y mandibulares.

## Morfología y dieta
Los fósiles presentan molares con crestas cortantes bien desarrolladas y cúspides estilares prominentes, adaptaciones típicas de una dieta principalmente folívora. Se estima que S. tatacoensis pesaba alrededor de 5,5 kg, mientras que S. victoriae alcanzaba cerca de 10 kg.

## Contexto geológico
Los restos proceden de depósitos fluviales y ribereños del Mioceno medio, específicamente del Grupo Honda, que aflora en el Valle del Magdalena. La Formación La Dorada, dentro de este grupo, contiene el Miembro Perico, caracterizado por areniscas y limolitas, donde se hallaron ejemplares de S. victoriae

## Paleoecología
La fauna de La Venta incluye otros primates como Saimiri, Cebupithecia, Aotus y Micodon, así como perezosos gigantes, armadillos, roedores caviomorfos, caimanes y tortugas. El ecosistema estaba formado por bosques tropicales y planicies aluviales, similar a las selvas húmedas actuales